# 언양 김씨
언양 김씨(彦陽金氏)의 시조는 경순왕의 후예로 고려조에 신호위 별장 동정 김수(金壽)이다. 후대에 경순왕의 일곱째 아들로 언양군(彦陽君)에 봉해졌다고 하는 김선(金鐥)을 시조로 소원시켰다.

## 역사
초기 족보인 1767년 정해보(丁亥譜)에도 시조를 고려 신호위 별장 동정 김수(金壽)라 하였다. 상계는 소목이 명확하지 않아 밝힐수 없다고 하였다. 《증보문헌비고》·《조선씨족통보》등의 문헌에도 시조가 경순왕의 후손 김수(金壽)라 하였다.
김수의 증손 김취려(金就礪)는 거란을 물리친 공으로 수태위 중서시랑 평장사 판병부사 언양군(守太尉中書侍郎平章事判吏部事彦陽君)에 봉해져 사실상 언양 김씨의 시조가 되었다.

### 시조 소원
후대에 와서 시조를 김선(金鐥)으로 소원(遡源) 시켰다. 1981년 신유보(辛酉譜)때 간행 때 제종들의 열망에 따라 시조를 김선(金鐥)으로 소원(遡源) 시키고, 선계를 「김선-김진-김정보-김경숙-김수」로 하였다.
시조로 소원시킨 김선은 조선 후기 1784년 개성 어느 산기슭에서 우연히 발견된 《김은열 묘지명》에 등장하는데 경순왕의 일곱째 아들이라 한다. 그는 경순왕이 고려에 항복 후 후비로 맞아들인 고려 태조의 장녀인 낙랑공주 왕씨 소생의 아들로 고려조에 언양군(彦陽君)에 봉해졌다고 한다.
그러나 시조로 소원시킨 김선은 《김은열 묘지명》이외에 『고려사』 등의 문헌은 물론이고, 그 어떤 금석문 자료에도 찾아볼 수가 없다는 것이다. 또 《김은열 묘지명》 형태도 배위 관계 및 생애 등도 누락되어 있고 단지 형제 서차만 기술되어 있을 뿐 완전하지 않다는 것이다.
이후 1785년 경주 김씨 김사목이 족보를 수보하면서 《김은열 묘지명》에 등장하는 아들들 이름을 개명하고 시호를 작호하는 등 가필(加筆)을 심하게 하였다. 이후 경주 김씨 일문 족보류에 경순왕 8자(子)들 이름 및 서차가 쓰이기 시작하였으며, 당시 발견되었다는 묘지석은 다시 묻었다고 하는데 현재 실물은 현존하지 않는다.

## 본관
언양(彦陽)은 울산광역시 울주군 언양읍 일대의 옛 지명으로 신라 때에는 거지화현(居知火縣)이라 부르다가 757년(신라 경덕왕 16)에 헌양현(巘陽縣)으로 바꾸어 양주도호부(良州都護府: 梁山)의 영현으로 삼았다. 1018년(현종 9)에는 울주(蔚州)에 병합되었다가, 1143년(인종 21)에 감무를 두면서 독립하였다. 1413년(태종 13)에 언양현으로 개편되어 조선 말까지 이어졌다. 1914년 군면 폐합으로 언양군이 폐지되고 관할 6개 면이 언양면 등 5개면으로 분면되어 울산군에 통합되었다.

## 인물

### 고려
- 김부(金富) : 의종때 김보당(金甫當)의 난 후 정중부 이의방 등 무신들이 문신들을 살육할 때 살상금언(殺傷禁言)을 말하며, 사회를 안정시키자고 문인 자녀들과 결혼시켜 이후부터 무관이 문관을 겸직하였다. 금오위 대장군 예부상서를 역임했다. 아들이 태사 김취려이다.
- 김취려 : 고종 때 태자태부(太子太博) 문하시중(門下侍中)으로 북방의 거란병들의 침입을 격퇴한 명장일 뿐 아니라 명재상이었다. 예부상서 김부(金富)의 아들로 음직으로 낭장이 된 뒤 장군으로 승진, 고려 고종 때 거란을 물리친 공으로 수태위 중서시랑 평장사 판이부사 태사에 오르고, 언양군(彦陽君)에 봉해졌다. 시호 위열(威烈)을 추증 받고, 고종 묘실에 배향되었으며, 숭의전에 고려 16공신의 한사람으로 배향되었다.
- 김전(金佺) : 김취려의 아들, 벼슬이 태부였으며, 시호는 익대공(翼戴公)이다.
- 김변(金賆) : 김전의 아들, 문과에 급제하여 벼슬이 태학사였으며, 시호는 문신공(文愼公)이다.
- 김중보(金仲保) : 벼슬이 평장사(平章事)였다.
- 김륜(金倫) : 김변의 아들, 벼슬이 좌정승이었으며, 시호는 정렬공(貞烈公)이다.
- 김희조(金希祖) : 김륜의 아들, 고려 후기 충숙왕때 문과에 급제하고, 추밀원사를 거쳐 서해도도지휘사를 역임했다.
- 김경직(金敬直) : 벼슬이 시중(侍仲)이었다.
- 김관(金瓘) : 김전의 7세손, 문과에 급제하여 벼슬이 찬성이었으며, 공신으로서 언양군(彦陽君)에 봉해졌다. 시호는 공양공(恭襄公)이며, 전라북도 김제시 금산면 육송사(六松祠)에 배향되었다
- 김숙명(金淑明) : 고려 개성윤이다. 부친은 정렬공 김륜(金倫)이다. 사위가 서의(徐義)이고 그 아들이 서미성(徐彌性)이며 손자가 서거정(徐居正)이다.

### 조선
- 김문 : 조선 전기 문신, 자는 윤보(潤甫), 호는 서헌(西軒)이다. 원종공신이 되고, 경서 자사를 비롯한 학문에 밝았으며 사학에 정통하였다. 저서로는 《의방유취》, 《자치통감훈의》 등이 있다.
- 김대정(金大鼎) : 김취려의 11세손으로 무과에 합격하여 벼슬이 연안 부사였으며, 충사(忠祠)에 배향되었다.
- 김천일(金千鎰) : 김취려의 13세손으로 유일로 벼슬이 판결사ㆍ창의사였다. 임진왜란 때 의병 대장으로 창의사를 제수받아 도처에서 왜적을 격퇴하여 공훈을 세웠다. 임진왜란이 일어나자 고경명, 박광옥, 최경회 등과 창의할 것을 결의하고 기의군을 이끌고 전쟁에 참여하였다. 그는 진주성 전투에서 최경회. 황진. 고종후. 장윤 등과 함께 순절한다. 이때 그의 아들 김상건도 전사하고 부인 김해 김씨도 비보를 듣고 스스로 목숨을 끊었다. 시호는 문열공(文烈公)이다. 나주 정열사(旌烈祠)에 배향되었다.
- 김상건(金象乾) : 김천일의 아들이다. 벼슬이 사포서 별좌였으며, 임진왜란때 순국, 나주 정열사(旌烈祠)에 배향되었다.
- 김응회(金應會) : 벼슬이 귀후서 별좌였으며, 우계 성혼의 제자이다. 의병장 김천일에게 종유하고, 의병장 김덕령의 매부(妹夫)이다. 정유재란 때 담양의 추월산에서 왜적을 막다가 순국하였다. 광해군 때 그의 충효를 가상히 여겨 정려문을 세웠으며, 담양 수북면 구산사에 배향되었다.
- 김승적(金承績): 안양군 김관의 현손이다, 생원으로서, 전라북도 김제시 금산면 육송사(六松祠)에 배향되었다.
- 김승서(金承緖) : 김승적의 아우이다, 벼슬이 예빈시 참봉이었으며, 금산면 육송사(六松祠)에 배향되었다.
- 김준(金浚) : 무과에 급제하여 벼슬이 안주 목사였으며, 시호는 장무공(壯武公)이다. 고부의 정충사(旌忠祠) 및 안주의 충민사(忠愍祠)에 배향되었다.
- 김천서(金天瑞) : 김승서의 현손, 벼슬이 명릉 참봉이었으며, 김제시 금산면 육송사(六松祠)에 배향되었다.
- 김중만(金重萬) : 김취려의 16세손, 1728년(영조 4) 이인좌의 난을 진압하는 데 공훈을 세워 분무이등공신에 녹훈되고, 언성군(彦城君)에 봉해졌다.

### 근·현대
- 김동조(金東祚) : 제16대 외무부 장관
- 김방림(金芳林) : 제14대 국회의원(전국구). 한국여성정치연맹 총재.

## 고려 왕실과의 인척관계
- 충렬왕비 숙창원비

## 집성촌
- 전북특별자치도 김제시 금산면 삼봉리
- 전북특별자치도 김제시 금산면 용호리
- 전북특별자치도 정읍시 이평면 마항리
- 전북특별자치도 정읍시 덕천면 달천리
- 전북특별자치도 남원시 보절면 괴양리
- 전라남도 담양군 금성면 외추리
- 충청남도 서천군 문산면 구동리
- 충청남도 천안시 서북구 성거읍 천흥리
- 세종특별자치시 금남면 영대리
- 경기도 광주시 오포읍 매산리
- 경기도 안성시 대덕면 토현리
- 강원특별자치도 횡성군 갑천면 상대리

## 인구
- 1985년 8,071가구 33,478명
- 2000년 11,818가구 38,383명